# Binissalem
Binissalem (hiszp. Binisalem)  – gmina w Hiszpanii, w prowincji Baleary, we wspólnocie autonomicznej Balearów, o powierzchni 29,77 km². W 2011 roku gmina liczyła 7795 mieszkańców.